# O Morrazo
O Morrazo egy comarca (járás) Spanyolország Galicia autonóm közösségében, Pontevedra tartományban. Székhelye . Népessége 2005-ös adatok szerint 81 228 fő volt.

## Települések
A székhely neve félkövérrel szerepel.
- Bueu
- Cangas do Morrazo
- Marín
- Moaña